# 休姆鎮區 (伊利諾伊州懷特塞德縣)
休姆鎮區（英語：Hume Township）是位於美國伊利諾伊州懷特塞德縣的一個行政鎮區。

## 地方資料
根據2010年美國人口普查的數據，休姆鎮區的面積為77.80平方千米，當中陸地面積為76.20平方千米，而水域面積為1.60平方千米。當地共有人口398人，而人口密度為每平方千米5.12人。